# Dekanat Gródek (archidiecezja lwowska)
Dekanat Gródek – został utworzony w 2013 roku. Obecnie jest jednym z 12 dekanatów katolickich archidiecezji lwowskiej na Ukrainie.
W 1938 roku w skład dekanatu gródeckiego wchodziło 11 parafii: Gródek Jagielloński, Janów (obecnie Iwano-Frankowe), Powitno (Malczyce), Rodatycze, Rzęsna Polska, Zimna Woda, Białochorszcze, Brzuchowice, Lubień Wielki, Wołczuchy.
Obecnie w dekanacie jest 11 kapłanów i 16 parafii (6 parafii nie posiada kapłana, dlatego są to kościoły dojazdowe).

## Parafie
- Dybianka (Диб′янка) – pw. Podwyższenia Krzyża Świętego (kościół dojazdowy)
- Gnojnice (Glinice) (Глиниці) – pw. Narodzenia Najświętszej Maryi Panny (kościół dojazdowy)
- Gródek (Городок) – pw. Podwyższenia Krzyża Świętego
- Iwano-Frankowe (Ιвано-Франкове) – pw. Świętej Trójcy
- Jaworów (Яворів) – pw. Świętych Apostołów Piotra i Pawła
- Komarno (Комарно) – Narodzenia Najświętszej Maryi Panny (dojazdowa kaplica na cmentarzu, bez wezwania)
- Krakowiec (Краківець) – pw. św. Jakuba
- Nawaria (Наварія) – pw. Wniebowzięcia Najświętszej Maryi Panny (kościół dojazdowy)
- Pohorce (Погірці) – pw. Świętej Rodziny (kościół dojazdowy)
- Powitno (Повітно) – pw. św. Mikołaja (kościół dojazdowy)
- Rudki (Рудки) – pw. Wniebowzięcia Najświętszej Marii Panny
- Siemianówka (Семенівка ) – pw. św. Marcina.
- Susułów (Сусолів) – pw. św. Teresy od Dzieciątka Jezus (kościół dojazdowy)
- Szczerzec (Щирець) – pw. św. Stanisława Biskupa
- Wielki Lubień (Велйкій Любінь) – pw. Matki Bożej Częstochowskiej
- Zimna Woda (Зимна Вода) – pw. Matki Bożej Fatimskiej

## Zgromadzenia zakonne
- Jaworów – Doroteuszki.